# Savas
Savas – miejscowość i gmina we Francji, w regionie Owernia-Rodan-Alpy, w departamencie Ardèche.
Według danych na rok 1990 gminę zamieszkiwało 575 osób, a gęstość zaludnienia wynosiła 46 osób/km² (wśród 2880 gmin regionu Rodan-Alpy Savas plasuje się na 1080. miejscu pod względem liczby ludności, natomiast pod względem powierzchni na miejscu 939.).